# Nîmes Université
Vous lisez un « bon article » labellisé en 2011.
Nîmes Université est une université située à Nîmes dans le département du Gard en France créée en 2007, et est l'une des quatre universités de l'académie de Montpellier. Elle succède au Centre universitaire de formation et de recherche (CUFR) de Nîmes, créé en 2002 à partir du regroupement des antennes locales des trois universités de Montpellier.
Les composantes de l'université sont réparties sur quatre sites dans l'agglomération nîmoise. Son implantation principale est dans le fort Vauban au nord du centre-ville de Nîmes ; elle dispose d'un site secondaire aux Carmes dans le centre-ville, ainsi qu'une implantation dans le parc scientifique Georges Besse au sud de l'agglomération. Un quatrième site, le site Hoche, a ouvert ses portes à la rentrée 2013 et prend place dans un écoquartier en plein réaménagement, place du président Doumergue, près de la rue Hoche, à l'est du centre-ville.
Elle est par ailleurs membre du pôle de recherche et d'enseignement supérieur « Université Montpellier Sud de France » depuis sa création en 2009.
Le décret du 16 juillet 2024 portant création de Nîmes Université et approbation de ses statuts modifie le statut de l'université, qui devient un établissement public expérimental et intègre deux établissements : l'Ecole supérieure des beaux-arts de Nîmes et l'Institut de formation des métiers éducatifs de Nîmes.

## Historique

### Premières délocalisations universitaires

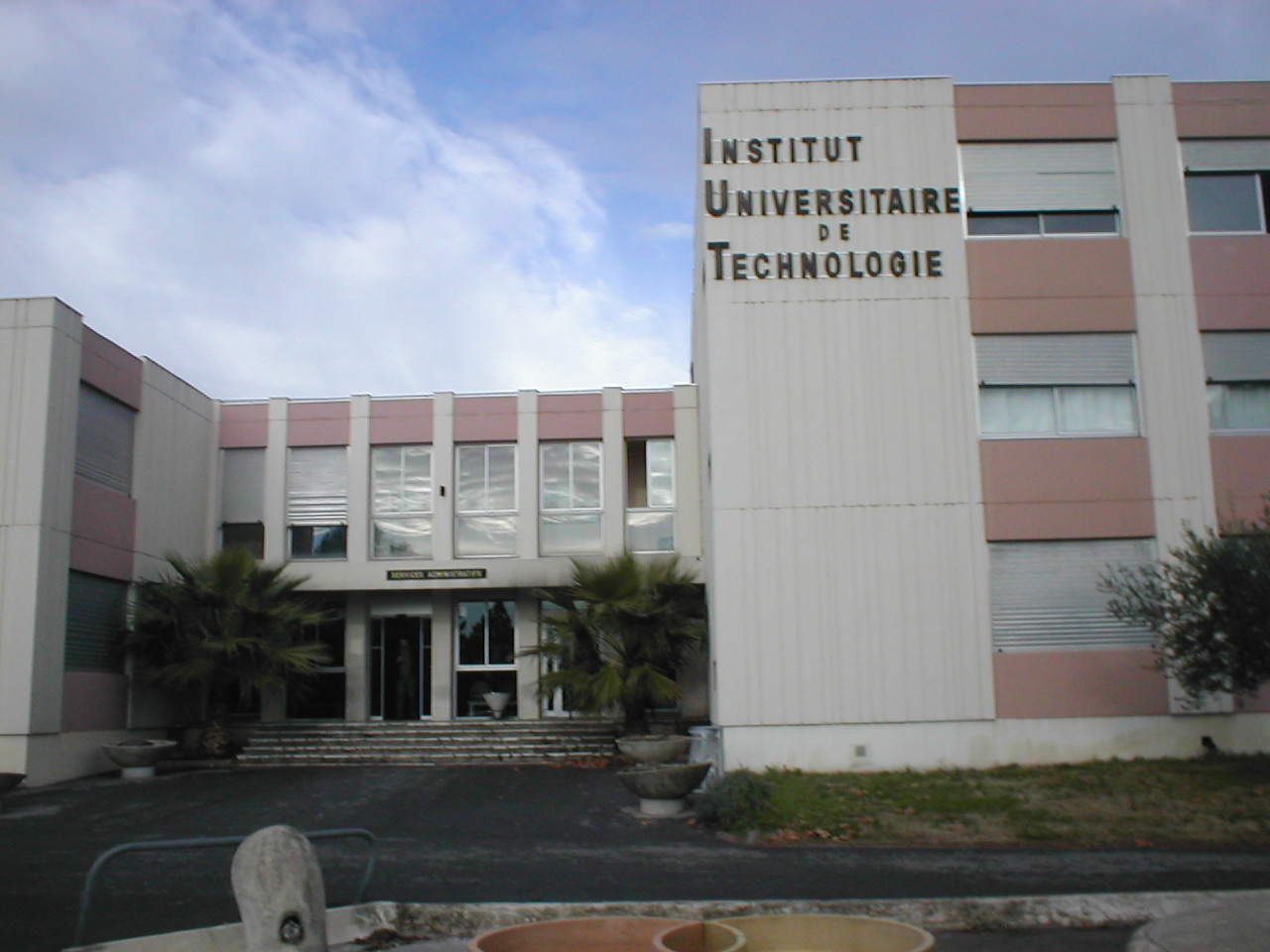
L'IUT de Nîmes, première délocalisation universitaire dans la ville.

Les premières structures universitaires ouvertes à Nîmes sont des composantes de l'université de Montpellier, après 1969, des trois universités montpelliéraines. Les premiers départements d'IUT ouvrent en 1968, et la même année, une capacité en droit est ouvert. Ce dernier enseignement est complété en 1971 par l'ouverture d'un premier cycle complet en droit. La ville dispose aussi depuis 1972 d'un cursus complet d’études médicales. L'IUT devient un IUT de plein exercice en 1992.

### Vers la création de l'université
Au début des années 1990, plusieurs collectivités locales expriment leurs faveurs sur le projet de création d'une université à Nîmes. En 1990, le schéma régional d’aménagement et de développement du territoire de Languedoc-Roussillon va dans le sens d'une université de plein exercice, en faisant le parallèle avec la création de l'université de Perpignan qui avait permis à son époque d'éviter le départ des étudiants vers la région voisine. En 1995, le schéma régional de l’enseignement supérieur et de la recherche fait état de l'esprit des milieux locaux, eux aussi favorables à la création d'une université : « La création d’une université de plein exercice est une revendication ancienne des milieux économiques et des élus nîmois, mais elle s’impose désormais avec une acuité toute particulière à une brève échéance ». La même année, le maire de Nîmes affirme vouloir passer à l’horizon 2000 de l’université à Nîmes à une Université de Nîmes.
Contrairement aux pouvoirs politiques, la plupart des universités de Montpellier sont à cette époque opposées à l'autonomisation de leurs structures nîmoises. Pour Montpellier I, la création d'une université à Nîmes signifiait la division de son UFR de médecine, et donc de la réduction de son numerus clausus. Pour Montpellier II, la situation était ambivalente, car elle reconnaissait l'identité nîmoise d'un département de son UFR de sciences, tout en s'opposant elle aussi à la création d'une université de plein exercice. L'absence d'équipe de recherche à Nîmes rendait difficile la constitution d'une UFR, et par ailleurs cela aurait signifié le rattachement de l'IUT de Nîmes, fort de 1 000 étudiants à l'époque et d'un potentiel de recherche important pour l'université. Enfin, pour Montpellier III, la seule université locale favorable à une université autonome à Nîmes, l'ouverture d'enseignements dans cette ville permettait de désengorger son campus principal après une forte hausse de ses effectifs. Pour ces différentes raisons, les universités-mères n'ont pas coordonné leurs actions sur le site de la nouvelle université.

### Mise en projet
Plusieurs scénarios sont envisagés pour la création de la nouvelle université, et en 1995, 1998 et 2000, trois missions sont mises en place par le ministère chargé de l'enseignement supérieur pour étudier leurs faisabilités.
Un projet d'« université du grand delta » est formulé, projet qui prévoit de réunir le site nîmois avec l'université d’Avignon. La proximité de ces deux villes et d'Arles, ainsi que des expériences concluantes d'université multisites mises en place les années précédentes font que le projet est soutenu dès 1997 par la présidence de l'université d’Avignon, qui espère ainsi dépasser le seuil des 10 000 étudiants, mais aussi par le ministère de l'Éducation nationale dans un rapport de 2000. Cependant, l'opposition à ce projet est forte, car les villes concernées, à la limite de deux régions, de trois départements et de deux académies, dépendant d'administrations différentes, mais aussi parce que le projet pourrait passer pour une forme d'annexion du site de Nîmes par l'université d’Avignon, créée dès 1984. Dès 2000, ce projet est écarté.
Un projet d'« université de Nîmes » est aussi formulé, avec deux approches possibles. Une université thématique est ainsi proposée dès la mission de 1995, centrée sur le thème des « sciences de la valorisation des patrimoines », mais celui-ci est repoussé par les universités montpelliéraines. Elles critiquent ce projet pour n'avoir pas un thème suffisamment cohérent avec les projets d’établissement tels que définis dans les contrats quadriennaux, et craignent par ailleurs de devoir y abandonner certaines de leurs compétences et de leurs disciplines. Le ministère de l'Éducation nationale propose en 1999 une autre approche en faisant figurer Nîmes dans une liste de six villes où il propose de créer des universités technologiques, mais le projet reste à l'époque sans suite.
Enfin, dans un rapport de 2000 du ministère de l'Éducation nationale, deux urgences sont mises en lumière concernant le site nîmois de l'époque, à savoir, lui conférer une identité et une autonomie, mais aussi, lui trouver une solution juridique et institutionnelle. Le statut d'EPA est alors privilégié, et celui-ci voit le jour par un décret du 16 avril 2002, rattaché aux universités de Montpellier.

### Création et développement

#### Le centre universitaire de formation et de recherche

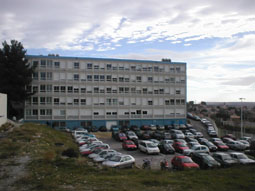
La médecine reste rattachée à l'université Montpellier 1.

Le centre est créé en 2002, a minima, et ne réunit pas toutes les composantes universitaires présentes à Nîmes. Ni l'IUT de Nîmes, ni l'antenne de médecine ne rejoignent l'EPA, un IUT ne pouvant pas, selon les textes en vigueur, être rattaché à ce type de structure.
Des difficultés apparaissent aussi avec les universités présentes à Montpellier. L'EPA reste rattaché à ces universités, et dépend donc des orientations de ses deux conseils propres, mais aussi des neuf conseils des trois universités montpelliéraines. Ainsi, lorsque les demandes d’habilitation de la filière littéraire du centre universitaire de Nîmes sont transmises au ministère via l'université Montpellier III, celles-ci ont toutes un avis défavorable formulé par cette dernière. En juillet 2003, aucune des conventions que le centre doit conclure avec chacune de ses universités de rattachement n'est approuvée par celle-ci, posant notamment des problèmes pour la validation des diplômes ou pour l'organisation de la recherche. Des conflits apparaissent aussi au sujet des dotations que les universités perçoivent du ministère en fonction du nombre d'étudiants scolarisés, les universités de Montpellier refusant de reverser au centre nîmois les dotations reçues en 2003 pour ses étudiants.

#### L'université
L'établissement accède au statut d'université par le décret no 2007-733 du 7 mai 2007. Son premier président, Jacques Marignan, est élu en décembre de la même année. Elle accède par ailleurs aux compétences élargies le 1er janvier 2011, et  adopte ses statuts définitifs en 2012,. Elle participe au projet de PRES Université Montpellier Sud de France avec le statut de membre associé lorsque celui-ci est lancé en 2009, ainsi qu'aux appels d'offres auxquels elle participe dans le cadre du grand emprunt.
L'université voit aussi courant 2010 réapparaître à Nîmes le projet de création d'une deuxième université, sous la forme d'une université de technologie, portée par l'Université de technologie de Troyes et par le député Yvan Lachaud, mais repoussé par plusieurs des membres de l'université.
L'université de Nîmes est choisie en 2011 comme établissement porteur du Centre universitaire de formation et de recherche de Mayotte, créé par décret du 12 octobre 2011, et dont les statuts s'inspirent de l'établissement nîmois. En décembre 2012, Emmanuel Roux est élu président, succédant à Jacques Marignan, avant que Benoît Roig ne lui succède à son tour en janvier 2019.

## Composantes

### Départements pédagogiques

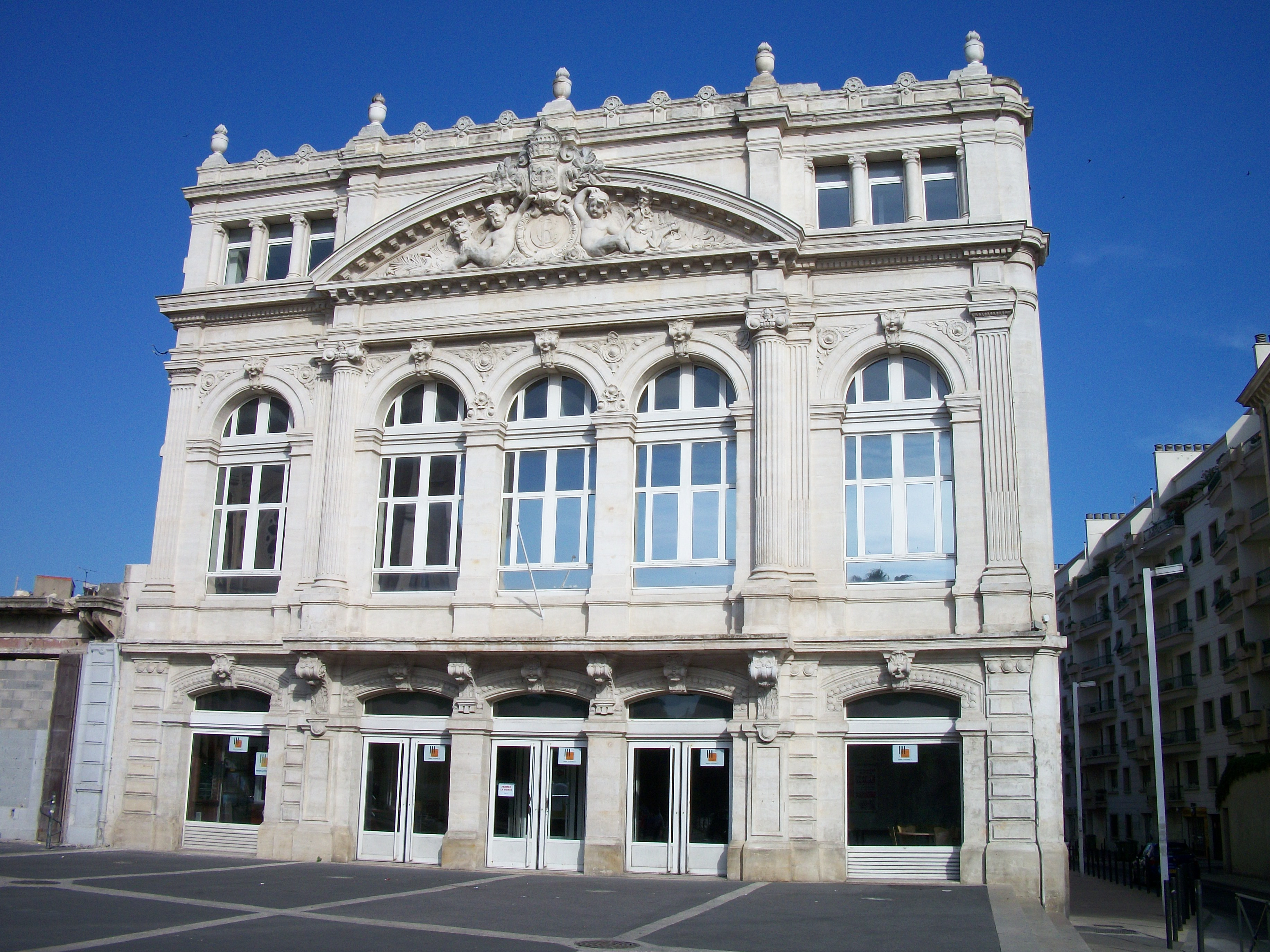
Le site des Carmes accueille le département Sciences et Arts dans le centre-ville.

L'université est divisée en quatre départements pédagogiques pour ce qui concerne les activités d'enseignement. Cette structure provisoire est héritée de l'ancien centre universitaire, et une structure définitive doit être adoptée en 2012 :
- le département Psychologie, Lettres, Langues et Histoire est dirigé par Florence Dumas[21]. Il compte en 2011 quelque 1 500 étudiants inscrits dans quatre licences, une licence professionnelle, ainsi qu'un master[22]. En 2022, ce département compte : 1050 élèves en psychologie et 898 étudiants en Lettres, Langues et Histoire[23]. Il est situé sur le site Vauban[12] ;
- le département Sciences et Arts est dirigé par Valérie Compan[24]. Il compte en 2010 un peu moins d'un millier d'étudiants inscrits dans trois licences, cinq licences professionnelles, et un master[22]. En 2022, il compte 1101 étudiants en Sciences et 516 étudiants en Art. Il est situé sur le site des Carmes, dans le centre-ville de Nîmes pour ce qui concerne les enseignements de biologie, de physique-chimie, de mathématiques et d'informatique, sur le parc George Besse pour les enseignements de géochimie[12] et sur les sites Vauban et Hoche pour ce qui concerne les enseignements d'arts appliqués et de design ;
- le département Droit, économie et gestion est dirigé par Vanessa Monteillet[25]. Il compte en 2011 quelque 1 400 étudiants inscrits dans deux licences, quatre licences professionnelles, deux spécialités de master[22] et en doctorat. En 2022, le département DEG comporte 1486 étudiants. Il est situé sur le site Vauban[12] ;
- le département Promotion des Activités Physiques Sportives et Artistiques est dirigé par Aurélie Goncalves[26]. Il est situé sur le site Vauban.

### Service de documentation
L’établissement dispose d'un service de documentation qui gère les fonds documentaires de l'université. Il gère sur le site Vauban une bibliothèque de 3 000 m2, ouverte 56 heures par semaine. Celle-ci est divisée en plusieurs salles de travail, une salle multimédia et une salle de formation. Les autres sites, qui peuvent aussi disposer d'une salle de travail, sont alimentés par les fonds du site Vauban. Un budget annuel de 180 000 euros est affecté aux nouvelles acquisitions, orientées majoritairement pour les besoins des étudiants de licence, et dont le tiers est affecté à l'achat de ressources électroniques.
La fréquentation de la bibliothèque par les étudiants s'élève à 70 % de ceux-ci. Les prêts de documents sont en baisse pour la période 2008-2010 avec une diminution de 5 % puis de 7 %, et dans le même temps les connexions sur le portail documentaire en ligne augmentent avec une hausse de 45 % puis de 58 %.

## Enseignement et recherche

### Formation
L'université de Nîmes propose à la rentrée 2010 un total de neuf mentions de licence, dix mentions de licences professionnelles, et quatre mentions de master, ces derniers étant proposés en cotutelle avec d'autres universités de la région.
La licence générale est délivrée dans plusieurs domaines qui se déclinent ensuite en mentions puis en spécialités. Il est proposé dans l'université une licence Arts-Lettres-Langues qui compte 3 mentions (Arts appliqués/Design, Langues, Lettres modernes), une licence Droit-Économie-Gestion avec 2 mentions, une licence Sciences Humaines et Sociales, avec 2 mentions, et une licence Sciences, Technologie, Santé, avec 2 mentions. Lors de leurs évaluations par l'AERES, une de ces mentions a obtenu la notation B, et huit la notation C,. Par ailleurs, l’université organise l’enseignement de licences professionnelles ; celles-ci sont passées de six mentions en 2007 à dix en 2009.
De la même façon, le master est délivré dans plusieurs domaines qui se déclinent ensuite en mentions puis en spécialités et éventuellement en parcours. Il est proposé dans cette université un master Design spécialisé dans l'innovation sociale, un master Biologie Santé avec une spécialité, deux masters de Psychologie avec une spécialité, un master Droit Public avec deux spécialités, ainsi qu'un master Droit Privé avec une spécialité.
Un service de formation continue est aussi assuré par l'université. Celui-ci était initialement géré par l'université Montpellier 2 qui en avait la charge jusqu'en 2008, date à laquelle l'université de Nîmes en a récupéré la gestion. Il compte, en 2009, 45 stagiaires engagés dans des formations initiales, ainsi que 31 inscrits dans des diplômes d'université.

### Relations internationales
L’université est partie prenante dans des programmes d’échanges généraux tels qu’Erasmus, et est aussi liée à des universités étrangères par des conventions bilatérales. Pour ce qui concerne l'Europe, trois conventions sont actives avec des universités espagnoles, et d'autres pays comme l'Italie, l'Allemagne ou la Suède sont aussi représentés. En décembre 2009, des conventions supplémentaires ont été signées, élargissant le réseau de l'université à des pays d'Amérique (Cuba, Floride), d'Afrique (Algérie, Maroc, République centrafricaine) ou d'Asie (Irak).
Le nombre d'étudiants concerné par ces protocoles est variable. Une vingtaine d'étudiants de l'université est scolarisée chaque année dans une université partenaire, le Québec étant la destination de près de la moitié de ceux-ci. La mobilité entrante est plus faible, avec la venue en cinq ans, de 2005 à 2010, d'un total de 23 étudiants étrangers. Parmi cette population entrante, ceux issus d'un échange Erasmus représentent sur la période 2003-2008 entre 0 et 0,47 % des étudiants de l'université, ce qui a placé l'établissement entre la 69e et la 82e place des universités française pour ce type d'accord. Les enseignants sont aussi concernés par ces échanges. Les personnels étrangers peuvent compter sur un financement de la région, et une dizaine d'enseignants a été accueillie par ce biais entre 2006 et 2010.

### Recherche
La plupart de la recherche menée à l'université est effectuée dans des laboratoires rattachés à d'autres universités. 76 % des enseignants-chercheurs sont ainsi rattachés en 2010 à des unités externes, les universités montpelliéraines servant de tutelle pour seize de leurs laboratoires, les universités d'Aix-Marseille pour quatre de leurs laboratoires dont 3 ont été délocalisés, les quatre tutelles restantes étant partagées entre des établissements de Bordeaux, Grenoble, Lyon, et Paris. Les effectifs humains s'élèvent en 2010 à quelque 42 enseignants-chercheurs et de 15 professeurs associés docteurs ou doctorants. Les domaines de recherche correspondent à la plupart des domaines d'enseignement de l'université : chimie, biologie, informatique, mathématiques, physique, géo-sciences, lettres, langues, histoire, arts et design, aménagement, sciences de l'information, sciences économiques, psychologie, droit. Le conseil d’université a voté la reconnaissance de six « laboratoires » internes dans sa session du 9 décembre 2010. Un projet de structure fédérative de recherche autour de la thématique du risque technologique est en cours.
La valorisation de la recherche passe par la tenue d'événements scientifiques comme l'organisation de colloques ou de séminaires, ainsi que par l'organisation d'activités destinées à un public non-universitaire comme la « Nuit des Chercheurs », « Fête de la Science », ou les « Mardis d'Unîmes ». Les chercheurs sont aussi engagés sur des activités de conseil, d'expertise, et d'innovation, et l'université héberge des activités de recherche menées par des partenaires extérieurs.
Depuis le 1er janvier 2015, l'université de Nîmes accueille sa première équipe de recherche labellisée.

## Implantations
Les activités de l'université sont réparties sur trois sites, tous situés dans la ville de Nîmes, et un quatrième doit ouvrir pour 2013. La gestion de ceux-ci dépend de statuts différents, le site Vauban étant la propriété de l'État alors que les deux autres sites sont loués par l'université.

### Le site Vauban
Le site Vauban est situé dans une ancienne citadelle du même nom. Celui-ci est construit entre 1687 et 1688 par le Nîmois Jacques Cubizol et par l'architecte du roi Jacques Papot, à base de plans établis par un ingénieur du roi Louis XIV, Jean François Ferry, inspiré du travail de Vauban. Le site est par la suite utilisé comme prison dès 1820 sous le nom de « maison Centrale de détention pour le département du Gard » et le reste jusqu'en juin 1991, date à laquelle il est réhabilité par l'architecte Andrea Bruno pour le transformer en site universitaire, puis inauguré le 11 octobre 1995.
Sur ce site sont regroupés sur 15 230 m2 les pôles d'enseignement et de recherche en arts, Droit, économie et AES, lettres, et psychologie. Il comporte par ailleurs plusieurs infrastructures comme :
- la bibliothèque principale de l'université
- les services administratifs
- Un pôle sport santé nutrition[37] : nouveau bâtiment inauguré en 2023[38] comportant un Pôle sportif constitué d’une halle des sports, d’une salle de danse et de gymnastique et d’un dojo ; un Pôle santé et vie étudiante composé d’un espace santé occupé par la médecine préventive et un foyer des étudiants ; un Pôle restauration du CROUS avec une cafétéria "La brasserie de la Pinède".

### Le site des Carmes

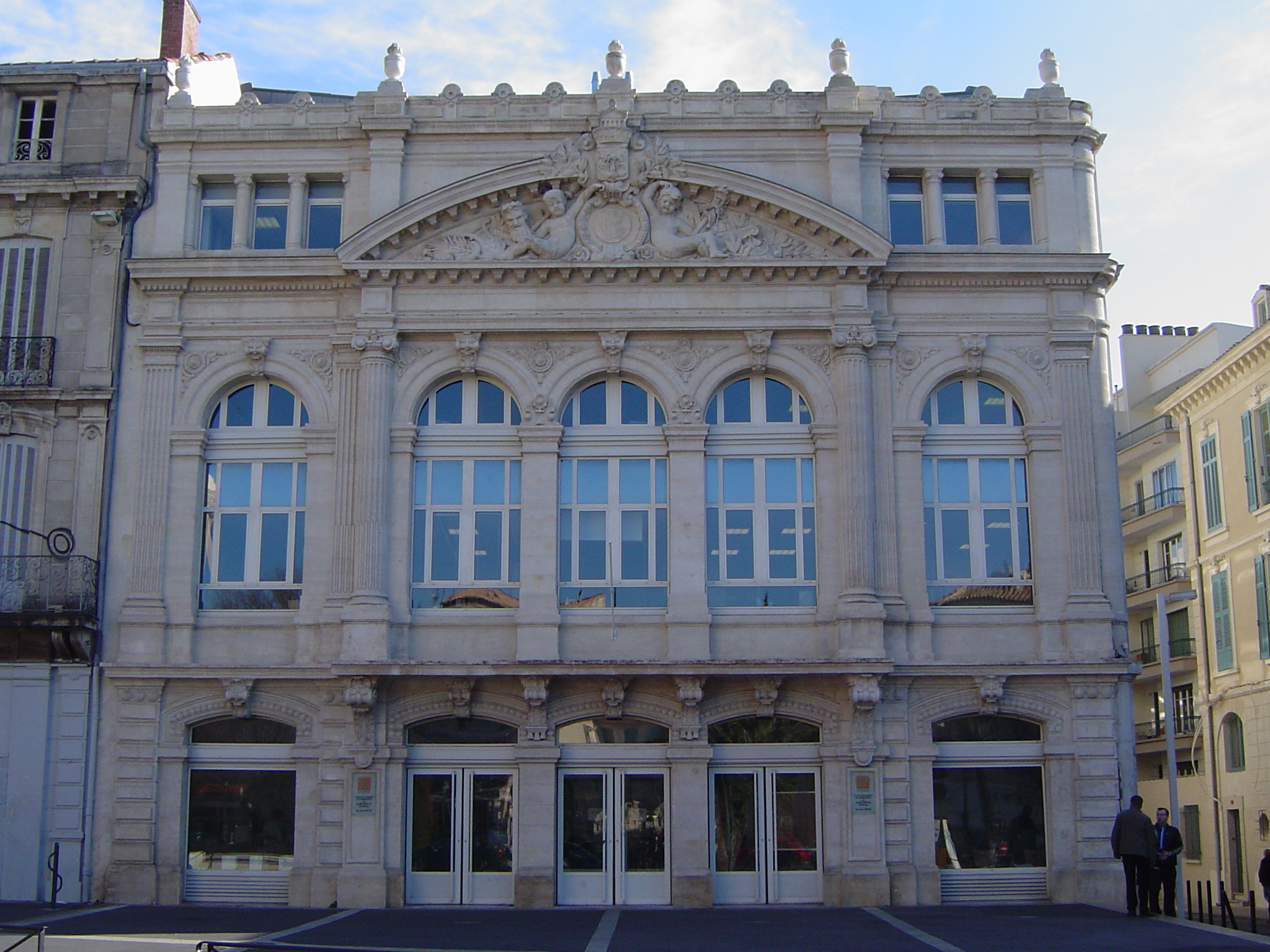
Le site des Carmes, pôle « Sciences ».

Le site des Carmes est situé dans le centre-ville de Nîmes, dans un bâtiment construit sur le site de l'ancienne église des Carmes. Celle-ci est détruite dans la deuxième moitié du XIXe siècle pour laisser sa place à un « Théâtre de la Renaissance » qui donne au site sa façade actuelle. Il est détruit par deux fois par le feu, une première fois en 1885, puis le 6 juin 1893 après avoir été reconstruit en 1887, en prenant au passage le nom de « Théâtre de la Scala ». Le site connaît par la suite plusieurs utilisations, dont celle de grand magasin, les « Dames de France », avant que le site ne soit reconverti en structure universitaire. Le site scientifique actuel est inauguré en 1998.
Le site regroupe sur 5 330 m2 la majorité de la partie scientifique de l'établissement, avec les activités d'enseignement en biologie, chimie, mathématiques, informatique et physique, ainsi que les laboratoires de recherche LCBO (Laboratoire de Chimie Bio-Organique) et MIPA (Mathématiques, Informatique, Physique et Applications). Il héberge par ailleurs un incubateur d'entreprises de biotechnologies, et compte aussi une bibliothèque et une cafétéria.

### Le site GIS
Situé dans le parc scientifique Georges Besse, au sud de l'agglomération, ce site regroupe sur 700 m2 le pôle d'enseignement des géosciences ainsi que le laboratoire de recherche GIS (Géochimie ISotopique)
.

### Le site Hoche
Le complexe universitaire Hoche s'inscrit dans un nouvel éco-quartier Hoche-Sernam, qui est un programme d'aménagement d'une vingtaine d'hectares situés à l'est de la ville. Le terrain occupé précédemment par l'armée et la SNCF accueille des logements étudiants, ainsi que d'autres structures de vie. La première tranche de ce campus est inscrite au contrat de projets État-Région 2007-2013, et les premiers logements étudiants sont livrés à la rentrée 2010. Il doit accueillir à terme un millier d'étudiants de filières générales et professionnelles.

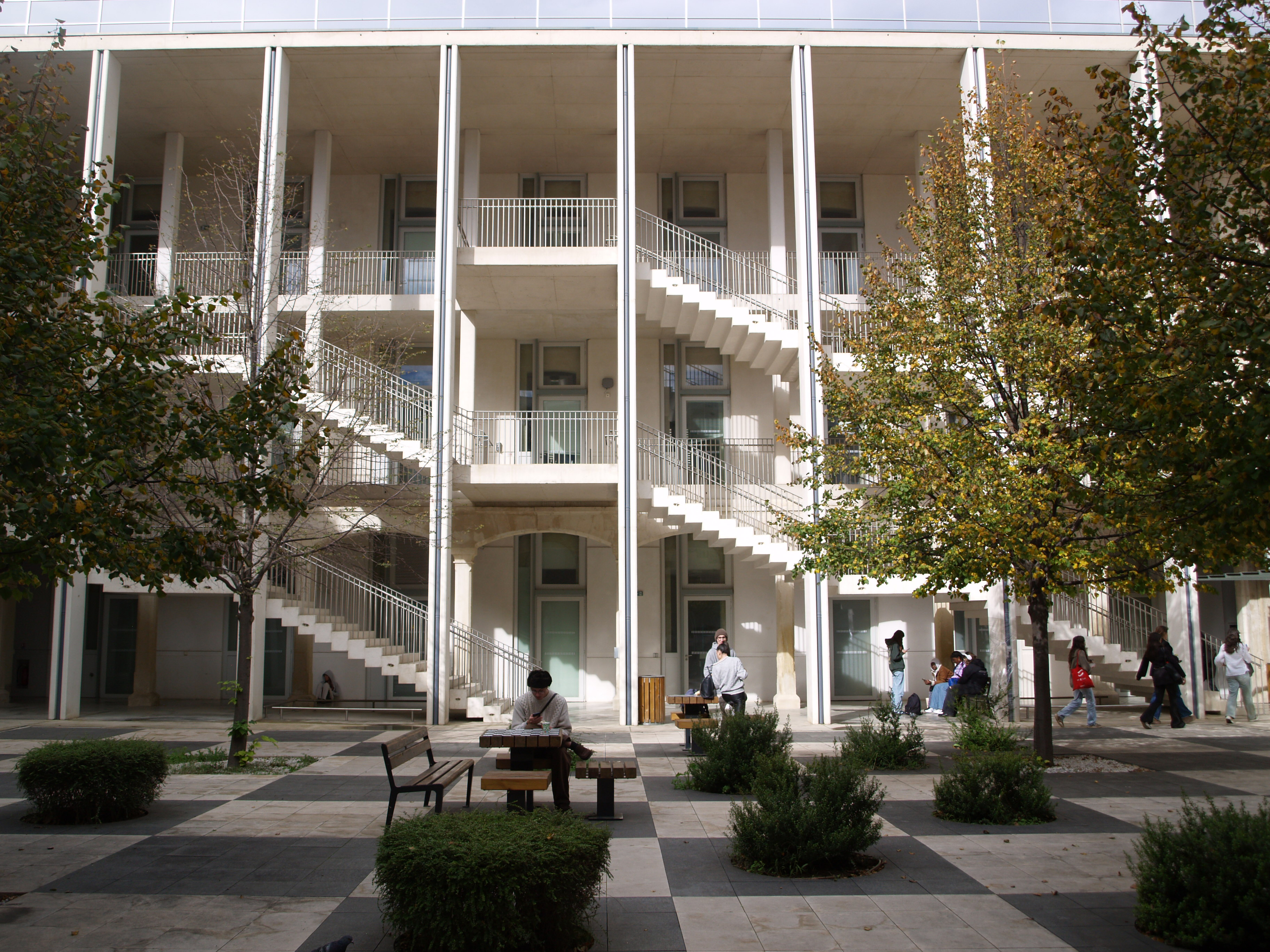
La cour de l'Université Hoche après sa réhabilitation

 L'ancien hospice de l'humanité est réhabilité par l'architecte Jean-Luc Lauriol avec la maîtrise d'ouvrage du Rectorat. Les travaux sont réalisés en plusieurs étapes avec la volonté de remettre l'université en ville. La première réalisation se concentre sur un des deux pavillons d'angle avec la création d'un grand péristyle contemporain qui redistribue tous les locaux par des escaliers extérieurs aux coursives. Elle est inaugurée fin octobre 2013.
La seconde partie concerne la création d'un pôle science.

## Vie étudiante

### Sociologie
Les étudiants de l'université sont inscrits pour 90 % en premier cycle, et pour 5 % en deuxième cycle. Les étudiants en troisième cycle sont inscrits dans l'une des universités partenaires. La population est à 75 % féminine. Ces étudiants représentent environ le tiers des étudiants inscrits dans l'agglomération nîmoise, et 5 % des étudiants inscrits en Languedoc-Roussillon.
Concernant l'origine des étudiants, ceux-ci proviennent géographiquement de Nîmes et de son département pour 90 % d'entre eux, et sont à 47,3 % boursiers, soit 18 % de plus que la moyenne de l'académie. Ils sont pour 75 % d'entre eux titulaires d'un baccalauréat général, pour 17 % titulaires d'un baccalauréat technologique, pour 7 % d'un baccalauréat professionnel, et pour les trois quarts des étudiants de première année des primo-bacheliers. Par ailleurs, 65 % des étudiants changent d'université pendant leur cursus, contre 36 % pour l'université de Perpignan ou 24 % pour l'université Montpellier III.

### Associations étudiantes
Les activités associatives sont portées au niveau institutionnel par un vice-président « enseignement, aide à la réussite et vie étudiante », et par un vice-président étudiant nommé par le président de l'université, et issu d'un bureau de la vie étudiante, composé exclusivement d'élus étudiants. Les projets menés dans ce cadre associatif peuvent être reconnus dans le cadre des études à hauteur de cinq ECTS en première et deuxième année de licence. Un financement est assuré à hauteur d'un millier d'euros annuel affecté au bureau de la vie étudiante, ainsi que par 75 % des fonds de solidarité et de développement des initiatives étudiantes pour les différents projets associatifs.
Quatorze associations sont recensées sur l'université, la plupart étant des associations de filière. Elles ne disposent pas de structure d'hébergement dédié en 2010, mais un projet de réalisation de ce type est décidé cette même année. La plupart des activités sont par ailleurs concentrées sur le site Vauban.
En 2011, la maison des étudiants est ouverte accueillant les associations étudiantes dans 4 locaux de 11 mètres carrés.

### Évolution démographique
Évolution démographique de la population universitaire
| 2002  | 2003  | 2004  | 2005  | 2006  | 2007  | 2008  | 2009  |
| ----- | ----- | ----- | ----- | ----- | ----- | ----- | ----- |
| 3 059 | 3 269 | 2 931 | 3 225 | 3 437 | 3 190 | 3 005 | 3 276 |

| 2010  | 2011  | 2022  | - | - | - | - | - |
| ----- | ----- | ----- | - | - | - | - | - |
| 3 414 | 3 362 | 6 004 | - | - | - | - | - |

## Identité visuelle

Ancien logo.
Logo actuel.